# Leckava
Leckava is een plaats in de gemeente Mažeikiai in het Litouwse district Telšiai. De plaats telt 235 inwoners (2001).